# 11Onze
11Onze, oficialment 11Onze Holdings SCA, és una entitat financera digital comunitària. La seva estructura corporativa compta amb empreses a Anglaterra, Suïssa, Luxemburg i Espanya amb l'objectiu de protegir els interessos de la seva comunitat. L'empresa de tecnologies financeres va ser impulsada l'any 2020 des de l'associació Unitat per la Independència i La Fed Management Company LTD (amb seu a Londres).

## L'equip directiu
L'entitat està presidida per l'empresari James Sène, conegut a Catalunya per haver estat un dels impulsors de Barça TV. El 17 de setembre de 2020 es va fer públic que l'enginyera i advocada Natàlia Cugueró ocuparia el càrrec de directora general de l'empresa fins al setembre de 2021. El desembre de 2020 es va anunciar que l'empresària i professora Gemma Vallet seria la directora de màrqueting i que l'advocat Arcadi Sala-Planell ocuparia el càrrec de director jurídic de l'empresa, càrrec que va ocupar fins al setembre de 2021. Com a cap financer des dels seus orígens hi ha Farhaan Mir, britànic i un dels responsables del naixement de Barcelona Activa. Des del setembre de 2021 el cap tecnològic és Raul Arribas, amb experiència en companyies com Amazon i Glovo. Procedent de SAP, s'incorpora a 11Onze el cap de producte Isaac Sène el febrer de 2022. En aquesta mateixa data també entra l'empresa Raul Casado com a cap de màrqueting i vendes. La direcció de continguts i mitjans recau des d'octubre de 2020 en Toni Mata i la direcció d'art en Laia Gubern des de febrer de 2021.